# Neunstetten
Neunstetten est un village allemand dépendant de la commune de Krautheim, depuis 1972.

## Géographie
Neunstetten se trouve dans le Bauland, au nord-est du Bade-Wurtemberg et à la limite du nord de la ville de Krautheim, municipalité dont il dépend. Il est traversé par la rivière Erlenbach qui se jette dans la Jagst.

## Historique
Neunstetten a été mentionné pour la première fois par écrit en 1222, mais avait déjà été fondé depuis plusieurs siècles, comme l'atteste à l'époque l'existence d'une paroisse.
Le village a été en 1968 victime de la grêle qui a détruit 90 % de la récolte.

## Personnalité née à Neunstetten
- Feodor Dietz (1831-1870), peintre

## Architecture
- L'église actuelle a été consacrée en 1758.
- Le château de Neunstetten a été érigé en 1568 par Gottfried von Berlichingen. C'est une propriété privée.

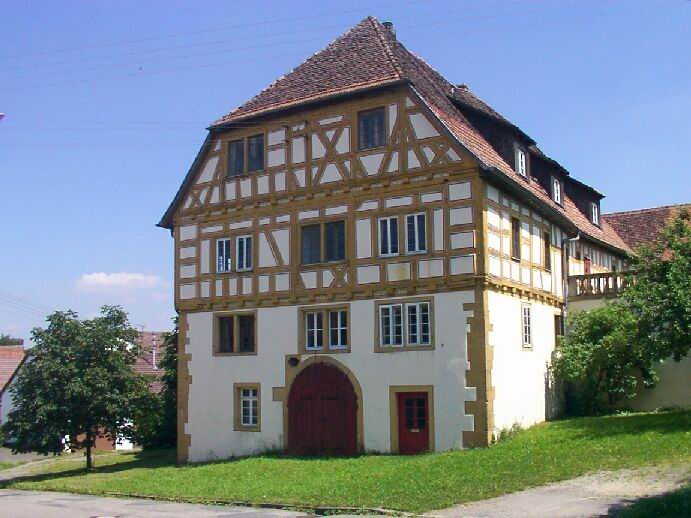
Vue du château de Neunstetten